# Ivan Morton Niven
Ivan Morton Niven (Vancouver, 25 de outubro de 1915 — Eugene, 9 de maio de 1999) foi um matemático estadunidense nascido no Canadá. Foi especialista em teoria dos números.
Graduado pela Universidade da Colúmbia Britânica, obteve em 1938 o doutorado na Universidade de Chicago. Foi professor da Universidade de Oregon de 1947 até aposentar-se em 1981.

## Obras populares de Niven
- (1959) Mathematics: A house built on sand?
- (1960) (with Herbert S. Zuckerman) An Introduction to the Theory of Numbers, Wiley[2]
- (1961) Numbers Rational and Irrational, Random House
- (1963) Diophantine Approximations, Interscience
- (1965) Mathematics of Choice, MAA